# The Dragon Painter
The Dragon Painter is een Amerikaanse stomme film uit 1919. Het verhaal is gebaseerd op de gelijknamige roman van Mary McNeil Fenollosa. De film werd geregisseerd door William Worthington en werd in de Yosemite Valley, in Yosemite National Park, opgenomen. De Japans-Amerikaanse acteur Sessue Hayakawa vertolkt een jonge, mentaal gestoorde kunstschilder in de bergen van Japan die ervan overtuigd is dat zijn verloofde, gespeeld door Hayakawa's echtgenote Tsuru Aoki, een prinses is die in een draak veranderd is.

## Rolverdeling
| Acteur           | Personage               |
| ---------------- | ----------------------- |
| Sessue Hayakawa  | Tatsu, "Dragon painter" |
| Tsuru Aoki       | Ume-ko                  |
| Edward Peil, Sr. | Kano Indara             |
| Toyo Fujita      | Uchida                  |